# 畢禄山
畢禄山（ひつろくさん）は台湾の花蓮県秀林郷と南投県仁愛郷の境界に位置する標高3,371mの山。

## 概要
- 中央山脈の北二段に位置する山で、台湾百岳では39位だった。山頂には三等三角点が設置されている。
- 中横公路が開通したことで登頂が容易となり、現在は中横公路の大禹嶺から登る人が多い[1]。開通後は「碧綠山」とも呼ばれるようになったが依然として「畢禄山」と呼ぶ人が多い[2]。
- 畢禄山から鋸齒連峰、羊頭山を経て慈恩隧道へ下るコースは「畢羊縦走」と呼ばれる。
- 山頂の地形からタロコ語での名前は「Dgiyaq Ngahu[3]」であり、「断崖の山」を意味している。

## 遭難事故
- 2012年12月30日、4人の登山者グループが軽装備のまま畢羊縦走を進んだが、そのうちの1人である陳秀寛（69歳）が鋸齒連峰にて低体温症と高山病で意識を失った。残りの3人も低体温症が現れ始めており、また地形が険しいため陳氏を運び出せず、岩に陳氏を置いて3人は救助を求め下山した。花蓮県消防局により発見されたときには3人は全身が凍えており、合歓山派出所へ送られた。 救助隊員が陳氏を発見した時には既に死後硬直していたものの、積雪や地形、装備不足により遺体を回収することはできなかった。その後は救助隊員を増員し、2013年1月6日午前6時25分ごろに救急ヘリにより遺体が回収され、北港へ送られた[4]。
- 2020年5月16日、台北大学の登山隊16人が畢禄山に登る途中で、1人が転落し死亡した。
- 2020年11月17日、台中からの登山客7人のうち女性3人が鋸齒連峰にて行方不明になった。2人は救助されたが、残り1人は低体温により死亡した。